# Preachers Cath Records
Preachers Cath Records bildades 1991 och är ett litet svenskt skivbolag, som ger ut musik inom smala genrer, såsom gothrock, postpunk och dark industrial ambient. Exempel på dessa är Catherines Cathedral, The Preachers Of Neverland och St. Vincent. De distribuerades av företaget House of Kicks. Sedan 2016 har de även återutgivit äldre skivor från 1980- och 1990-talet som annars bara hade funnits i vinylformat eller begagnat. Exempel på dessa är Dansdepartementet, Desire och Bay Laurel. Preachers Cath har även underföretaget Social Blasphemy Records och samarbetar i dag med distributören Sound Pollution i Stockholm.